# Intron

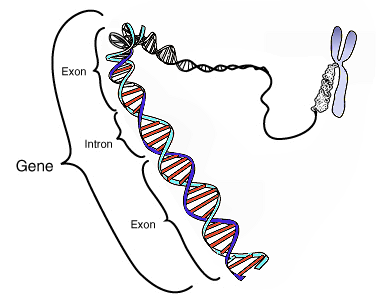
Reprezentare a exonilor și intronilor în cadrul unei gene simple, care conține doar un intron.

Un intron este o secvență nucleotidică non-informațională a unei gene, aceasta fiind înlăturată în timpul procesului de matisare din cadrul maturării finale a moleculei de acid ribonucleic. 